# بایکال (شهرستان نوریمانوفسکی، باشقیرستان)
بایکال (انگلیسی: Baykal, Nurimanovsky District, Republic of Bashkortostan) یک شهرک در شهرستان نوریمانوفسکی استان باشقیرستان کشور روسیه است.